# Giacomo Francesco Cipper

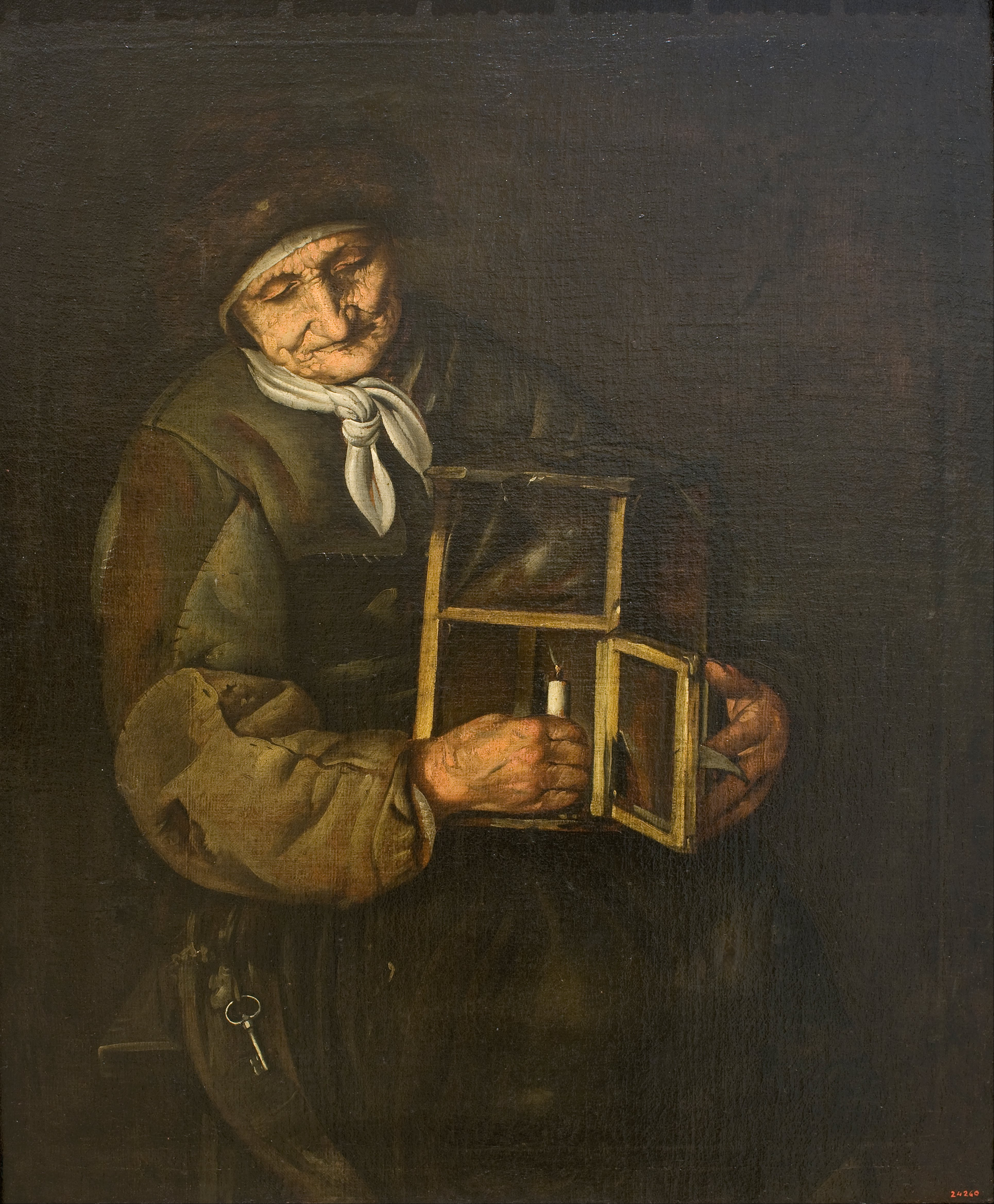
Dona vella amb una làmpada (MNAC)

Giacomo Francesco Cipper, també conegut com Il Todeschini, (Feldkirch, 1664 – Milà, 1736) va ser un pintor alemany actiu a Milà des 1696 a 1736.
D'origen alemany, va ser actiu a Milà, a la primera meitat del segle xviii. Fou un pintor d'escenes d'influència caravaggesca, la seva primera obra atribuïda és amb data 1700. Va ser actiu a la Llombardia i al Vèneto. Posteriorment, l'artista, potser sota la influència de Cerruti, va modificar la seva tècnica i estil, fent-lo més sensible als jocs de llum.
A Catalunya té obra conservada al Museu Nacional d'Art de Catalunya.